# Grup de teoria de la matèria condensada
El grup de teoria de la matèria condensada (en anglès theory of condensed matter group, TCM) és el principal grup teòric del Cavendish Laboratory (departament de física) de la Universitat de Cambridge. El grup està a la segona planta de l'edifici Mott del nou Cavendish Laboratory (1973), al costat de la JJ Thomson Avenue a l'àrea de West Cambridge.
Se centra en tres categories àmplies de recerca: matèria tova, estructura electrònica, i fenòmens quàntics col·lectius. Està format per uns 50 investigadors, dels quals sis són catedràtics de la universitat, un dels quals és el guanyador del premi Nobel Brian David Josephson. Altres guanyadors del premi Nobel que han estat membres del grup són Nevill Francis Mott i Philip Warren Anderson. Membres del grup han dirigit el desenvolupament de tres paquets de software anomenats CASTEP (un codi que implementa la teoria del funcional de la densitat usant ones planes), ONETEP (un codi que implementa la teoria del funcional de la densitat i que escala de forma lineal), i CASINO (un codi que implementa Monte Carlo quàntic).
El TCM grup va ser creat com al grup de Solid State Theory (SST) o Teoria de l'Estat Sòlid l'any 1955, amb Nevill Francis Mott com a membre fundador. El grup va ser encapçalat per Volker Heine, després per Peter Littlewood, i després per Michael Payne, que n'és l'actual líder. En 2011 uns 29 investigadors seus havien guanyat el Premi Nobel.

## Membres destacats
- Philip Anderson
- Michael Cross
- Brian Josephson
- Nevill Mott
- David Sherrington
- Volker Heine